# Monte Moriá

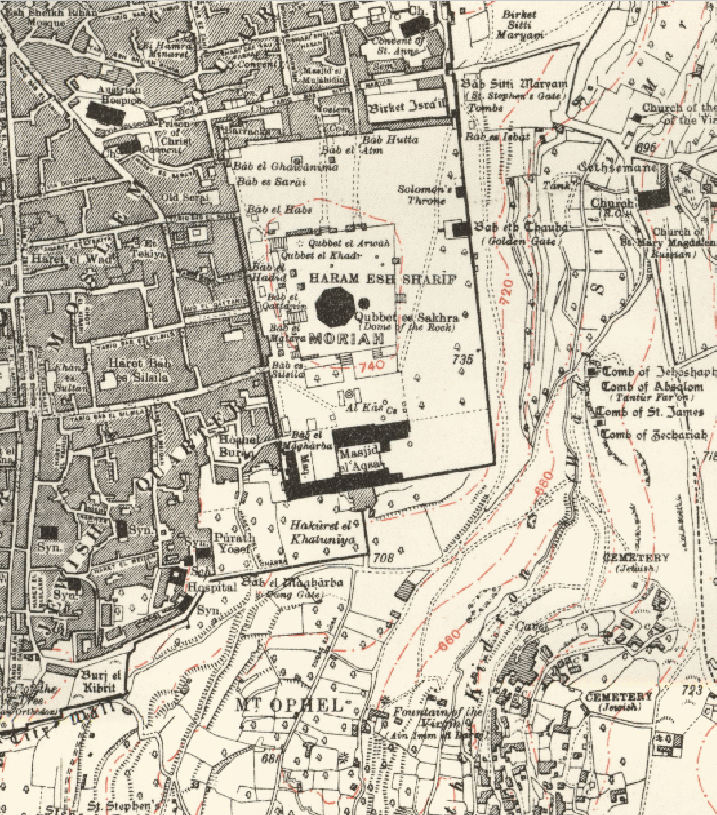
Monte Moriá en la ciudad santa de Jerusalén.

El monte Moriá o Moriah (en hebreo: מוֹרִיָּה - ‘ordenado/considerado por El Señor’) es el monte al cual, según el Génesis, subió Abraham con su primogénito Isaac para sacrificarlo a Dios. En el último instante, un ángel del Señor detuvo su brazo armado con un cuchillo, y le indicó la existencia de un carnero, enredado con sus cuernos en un zarzal, que fue sacrificado en lugar de Isaac.
El monte Moriá es identificado en la tradición judía con el monte del Templo. 

Comenzó Salomón a edificar la casa de Yahweh en Jerusalén, en el monte Moriah, que había sido mostrado a David su padre, en el lugar que David había preparado en la era de Ornán jebuseo.
2 Crónicas 3:1

- Datos: Q20978866